# Luciano Frías
Luciano Frías (n. Buenos Aires, ca. 1955) fue un destacado bailarín de tango argentino. Artísticamente fue conocido por la pareja de baile Mónica y Luciano Frías. Fue conocido mundialmente por integrar los elencos de los espectáculos Tango Argentino, estrenado en 1983 hasta 1985.

## Biografía
En 1983 integraron el elenco que estrenó en París el exitoso espectáculo Tango Argentino de Claudio Segovia y Héctor Orezzoli, que impulsó el renacimiento mundial del tango y se mantuvo girando por el mundo durante una década, actuando en todas sus presentaciones. Los Frías luego de las continuidad en París, y de las presentaciones en Italia, Texas, Canadá y el City Hall de Nueva York y se retiraron del elenco a mediados de 1985, justo antes del estreno en Broadway, debido al nacimiento de su hija Johana.
En 1989 participaron del espectáculo Tango mio, dirigido por Fernando Soler, y presentado en Buenos Aires.
Falleció a los 46 años, en 2001.